# Efektivna izračena snaga
Efektivna izračena snaga (oznaka ERP je skraćenica od engleskog naziva effective radiated power) izračunava se kao umnožak snage koja dolazi na priključnice antene i dobitka antene u odnosu na poluvalni dipol u nekom smjeru. Općenitije, efektivna izračena snaga može se izračunati polazeći od snage koju predaje odašiljač umanjene za gubitke i uvećane za dobitke u sustavu. Gubici (vidi umetnuti gubitci) u prijenosu nastaju u kabelima, spojevima, konektorima, filtrima i ostalim pasivnim sklopovima koji se nalaze na putu signala. Dobitci se prije svega ostvaruju dobitkom antene u željenom smjeru u odnosu na poluvalni dipol. Ako smjer zračenja za koji se traži izračena snaga nije naveden, pretpostavlja se smjer maksimalnog zračenja antenskog sustava. Najčešće jedinice kojima se izražava efektivna izračena snaga su vati (W) ili decibeli u odnosu na milivat (dBm). 
Efektivna izračena snaga može se definirati i kao snaga koja ju potrebno dovesti na priključnice referentnog poluvalnog dipola kako bi se postigla jačina polja jednaka onoj koju ostvaruje promatrani odašiljački sustav (odašiljački sustav uključuje odašiljač, prijenosnu liniju, antenski sustav, itd.). Najčešće se ipak efektivna izračena snaga računa kao umnožak izmjerene snage koju daje odašiljač i dobitka antene u odnosu na poluvalni dipol:
ERP (dBm) = snaga koju daje odašiljač (dBm) − svi umetnuti gubici (dB) + dobitak antene u odnosu na poluvalni dipol (dBd)
Primjerice, ako je izmjereno da odašiljač daje snagu od 100 W (što odgovara 50 dBm), izračunati gubitci u kabelima i spojevima su 3 dB, a dobitak antene u odnosu na poluvalni dipol 13 dB, tada će snaga koja dolazi na priključnice antene biti 50 dBm − 3dB = 47 dBm, a efektivna izračena snaga 50 dBm − 3dBm + 13 dBd = 47dBm + 13 dBd = 60 dBm, što je jednako 1000 W. Dakle za postizanje efektivne izračene snage od 1000 W nije nužno imati i odašiljač snage 1000 W. 
U radiokomunikacijama efektivna izračena snaga se koristi kao parametar koji definira snagu radiostanice, a time posredno i njeno područje pokrivanja (područje pokrivanja osim o snazi ovisi i o visini antenskog sustava, te o reljefu). U slučaju klasičnog radio prijenosa u području 88–108 MHz (FM) snage se mogu kretati od nekoliko desetaka vati (npr. 50 W) za pokrivanje nekog uskog područja, pa sve do nekoliko desetaka kilovati (npr. 80 kW) za radiostanice s regionalnim i nacionalnim koncesijama.